# Emilka ze Srebrnego Nowiu (serial telewizyjny)
Emilka ze Srebrnego Nowiu (Emily of New Moon, 1998–2000) -  kanadyjski obyczajowy serial telewizyjny, na podstawie trzytomowego cyklu o Emilce ze Srebrnego Nowiu, Lucy Maud Montgomery.
Historia małej dziewczynki, która po śmierci ojca, zamieszkuje u nieznanych krewnych, którzy wcale nie są zachwyceni perspektywą sprawowania opieki nad nastolatką.

## Obsada
- Martha MacIsaac, Sarah Briand jako Emilka
- Susan Clark jako ciotka Elżbieta
- Sheila McCarthy jako ciotka Laura
- Stephen McHattie jako kuzyn Jimmy

i inni